# Lilian Patel
Pour les articles homonymes, voir Patel.
Lilian Patel, née le 21 février 1951, est une femme politique malawite.
Elle est la ministre de la Femme et de l'Enfant, du Développement de la communauté et de la Sécurité sociale de 1996 à 1999, ministre de la Santé et de la Population de 1999 à 2000, ministre des Affaires étrangères de 2000 à 2004 puis ministre du Travail et de la Formation professionnelle de 2004 à 2005.